# زیلتسهایم
زیلتسهایم (به فرانسوی: Siltzheim) یک کمون در فرانسه با جمعیت ۶۲۲ نفر است که در Canton of Sarre-Union واقع شده‌است.